# Thái Lý Phật

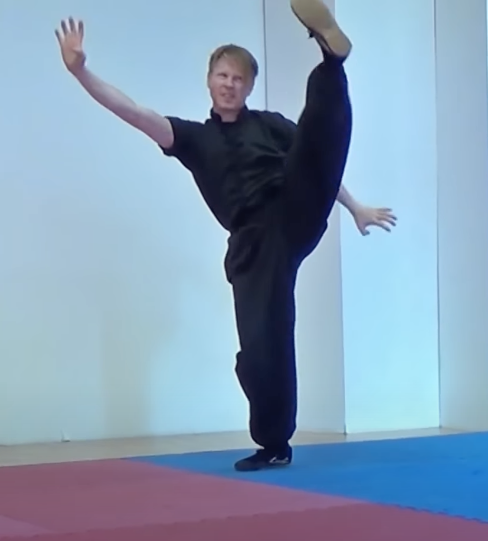
Con hạc kung fu trắng đứng trên một chân.

Thái Lý Phật Gia quyền; Thái Lý Phật Quyền (chữ Hán: 蔡李佛拳) hay Thái Lý Phật (蔡李佛) (tên tiếng Anh phiên âm từ chữ Hán là Choy Lei Fut hay Choy Li Fut, Choy Lay Fut, Choy Lee Fut) là tên một phái võ miền nam Trung Hoa trong hệ thống các bộ môn Nam Quyền. Đây là phái võ tích hợp từ ba phái Nam Quyền là Thái Gia Quyền (Choy Gar Kuen), Lý Gia Quyền (Li Gar Kuen), và Phật Gia Quyền (Fut Gar Kuen) trong Ngũ Đại Danh Gia Quyền Thuật Thiếu Lâm Nam Quyền Phúc Kiến là Hồng, Lưu, Lý, Mạc, Thái.